# Urbano Barberini, III principe di Palestrina
Urbano Barberini, III principe di Palestrina (indicato anche come V principe di Palestrina in riferimento alla successione Colonna di Sciarra) (Roma, 1664 – Roma, 27 settembre 1722), è stato un nobile italiano.

## Biografia

### Infanzia

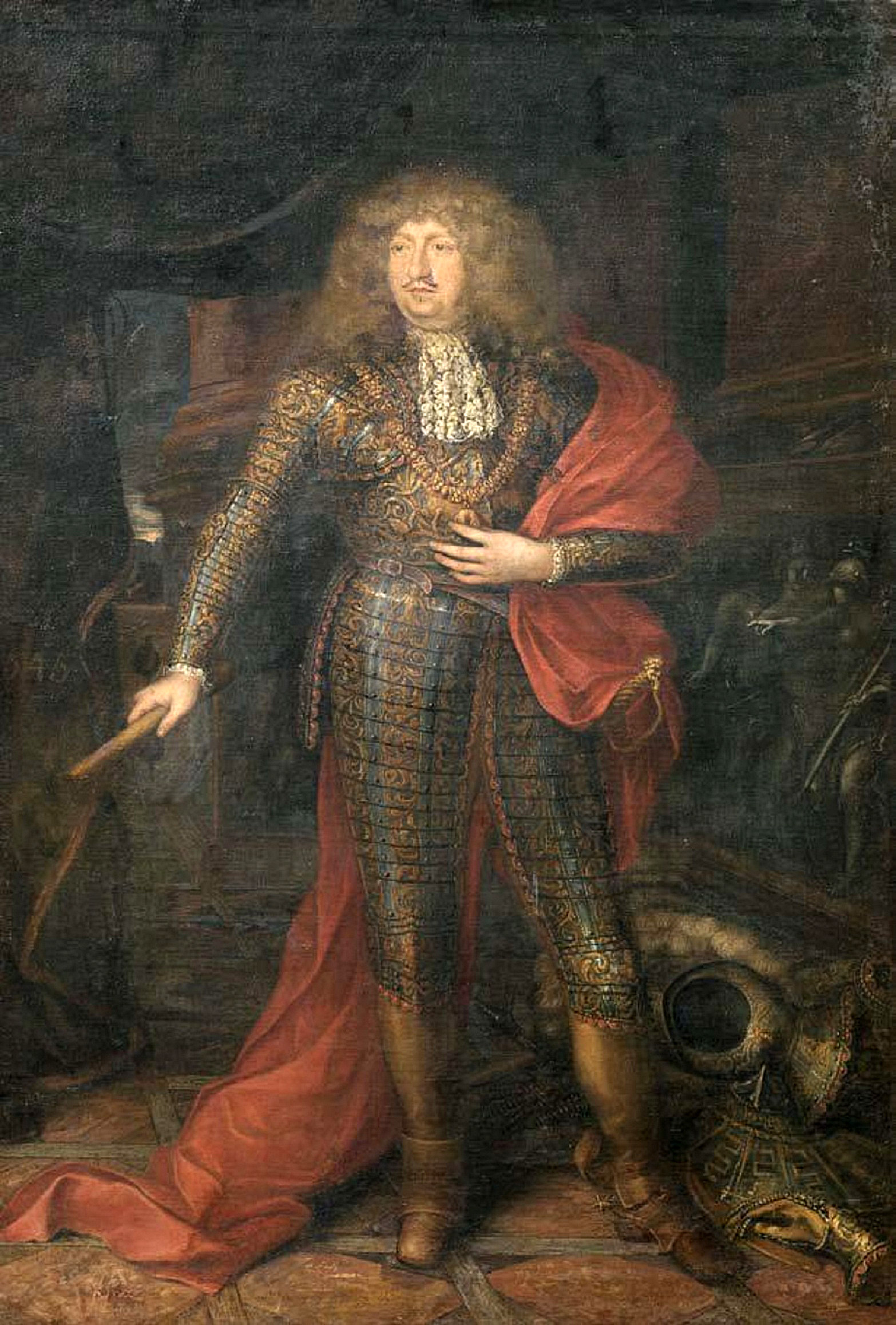
Ritratto di Maffeo Barberini, II principe di Palestrina in armatura con il collare del Toson d'oro del XVII secolo

Urbano Barberini era il figlio quartogenito di Maffeo Barberini, II principe di Palestrina e di sua moglie, Olimpia Giustiniani. Egli portava il nome di Urbano VIII, suo antenato divenuto pontefice. Il matrimonio dei suoi genitori servì da riconciliazione tra la famiglia dei Barberini e papa Innocenzo X a seguito della Guerra di Castro. Egli era inoltre fratello del cardinale Francesco Barberini e cugino di Rinaldo d'Este, duca di Modena, la cui madre Lucrezia Barberini era zia di Urbano.

### Principe di Palestrina

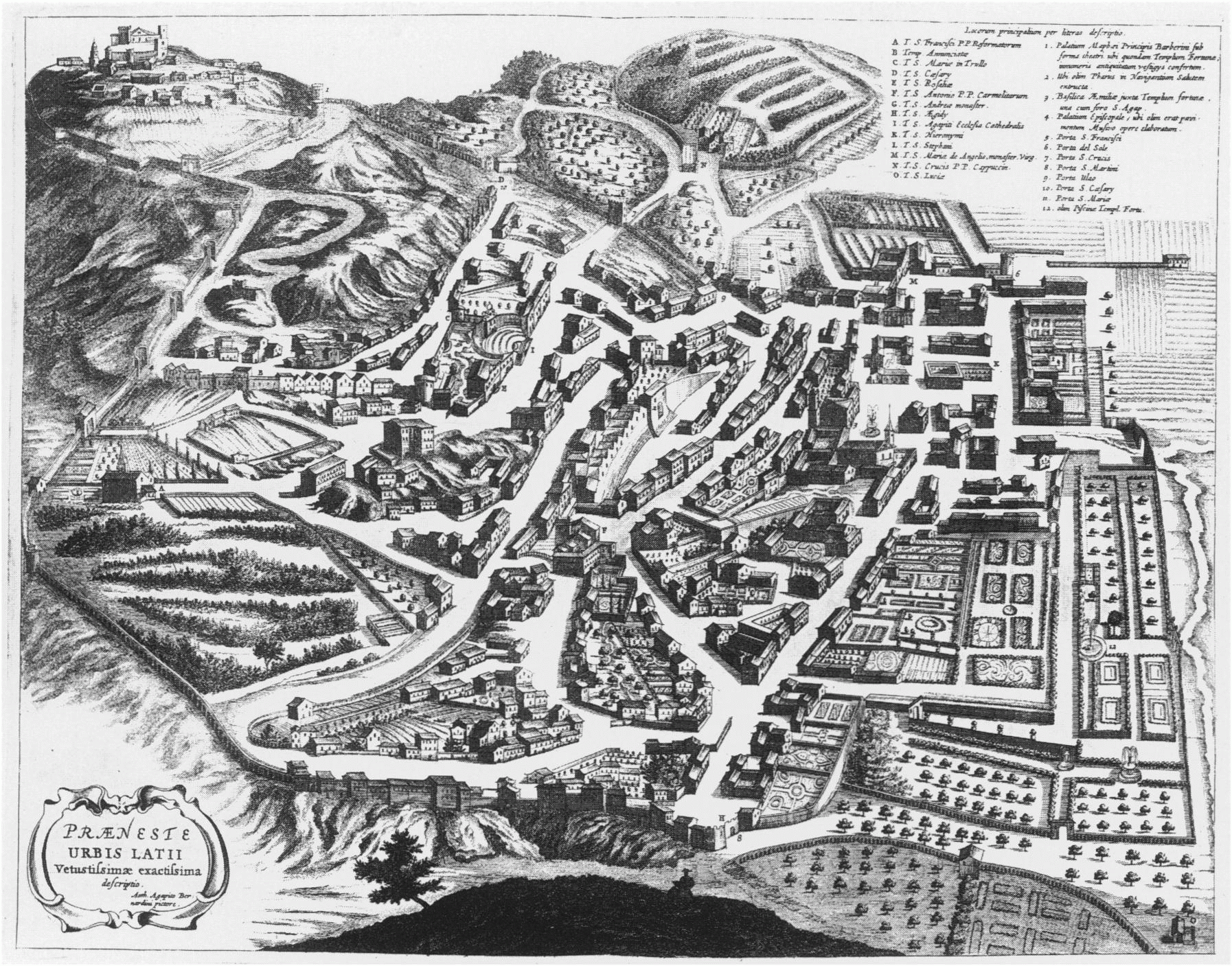
Palestrina come appariva durante l'amministrazione dei Barberini.

Alla morte di suo padre nel 1685, ereditò il possedimento di famiglia del principato di Palestrina e come suo padre venne insignito del prestigiosissimo Ordine del Toson d'oro nel 1687.

### Primo matrimonio

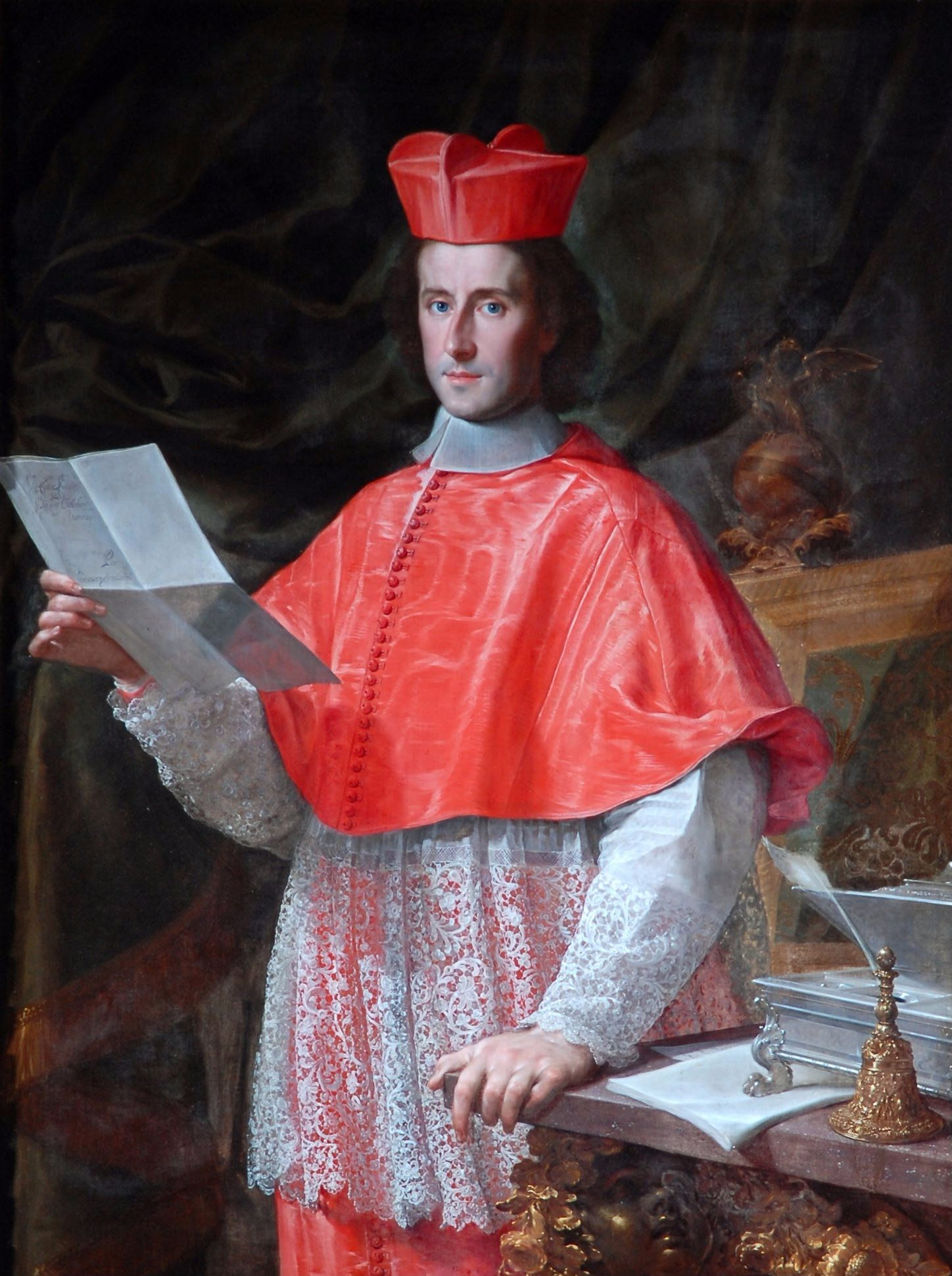
Francesco Trevisani, Ritratto del Cardinale Pietro Ottoboni
(The Bowes Museum, Durham, Inghilterra)

Il 5 dicembre 1690 Urbano sposò Cornelia Zeno Ottoboni (1671-22 settembre 1691), sorella del cardinale Pietro Ottoboni, che morì dopo soli nove mesi dal matrimonio.

### Secondo matrimonio

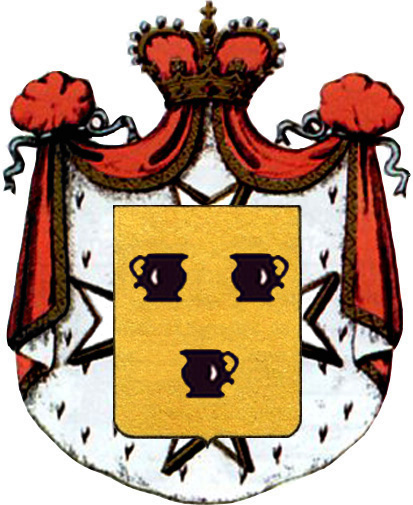
Stemma di Casa Pignatelli

Il 18 dicembre 1693 si sposò con Felice Ventimiglia Pignatelli d'Aragona. Questo matrimonio risultò infelice da ambo le parti: il 3 dicembre 1699 la coppia ebbe un figlio, Ruggero, il tanto atteso erede della fortuna dei Barberini, che però morì a soli tre anni di età il 24 marzo 1703. I due si separarono de facto e Felice trovò rifugio solo nel cognato, il fratello di Urbano, il cardinale Francesco il quale la spinse ad entrare in convento nel 1707. Assegnò la sua dote proprio a Francesco, senza menzionare minimamente Urbano nelle sue ultime volontà. Morì il 6 gennaio 1709.

### Terzo matrimonio

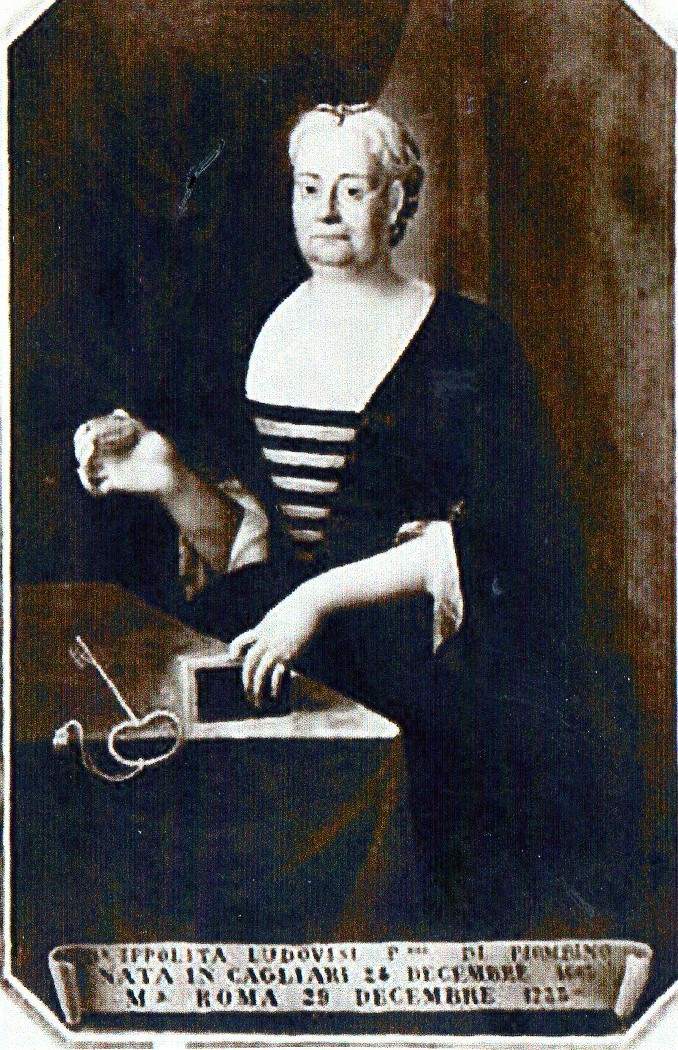
Ippolita Ludovisi

Il 20 maggio 1714, a 50 anni e senza ancora aver avuto un erede legittimo, il Barberini sposò la ventiduenne Maria Teresa Boncompagni, figlia di Gregorio Boncompagni, V duca di Sora, e di sua moglie Ippolita Ludovisi. La coppia ebbe una figlia, Cornelia Costanza Barberini (21 dicembre 1716 - 7 dicembre 1797). Appena dodicenne, il cardinale Francesco, fratello di Urbano, la incoraggiò a sposare il principe Giulio Cesare Colonna di Sciarra che diverrà in seguito erede di tutte le fortune dei Barberini

### Morte e successione

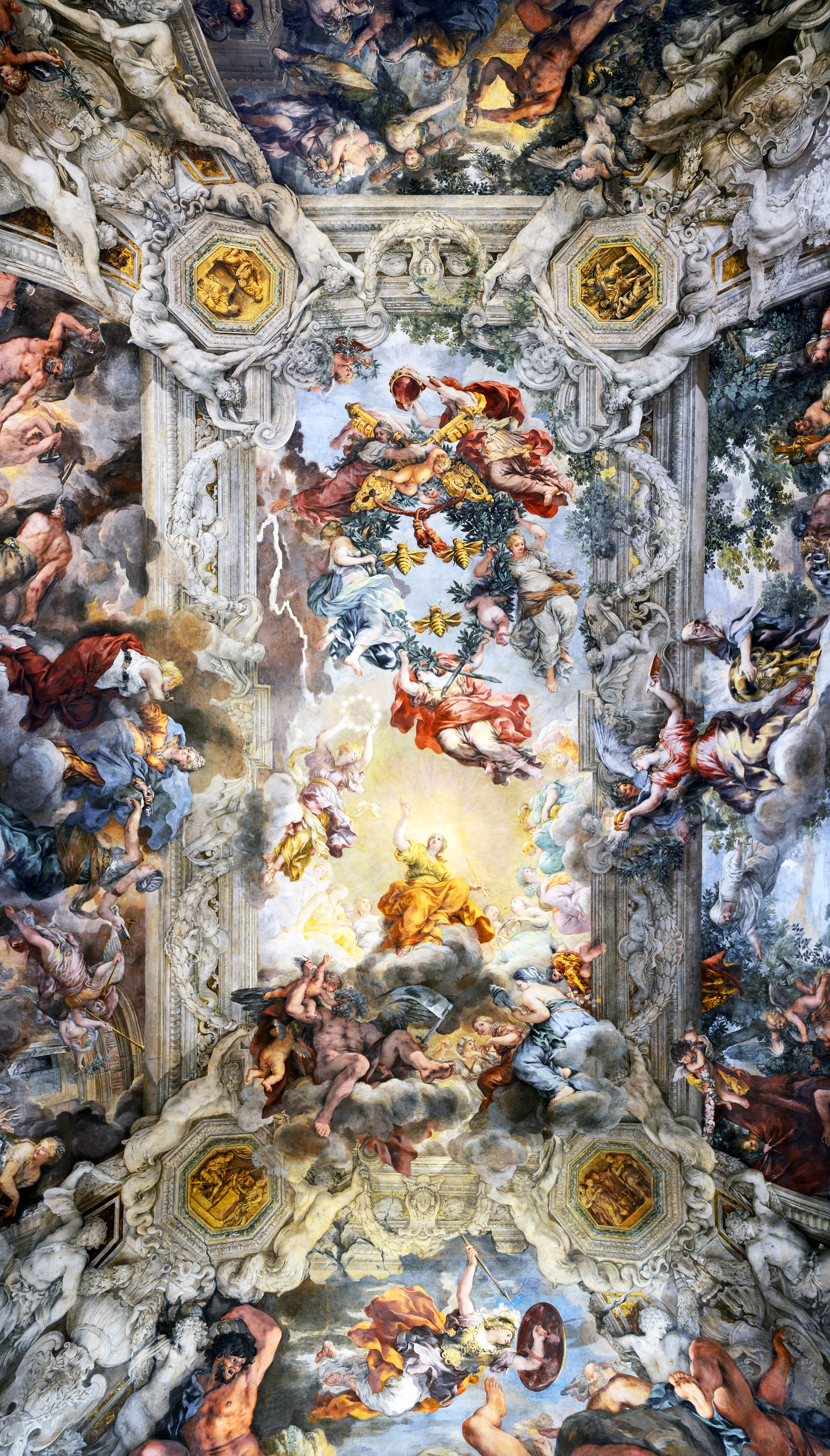
Il trionfo della Divina Provvidenza a Palazzo Barberini, Roma; da notare lo stemma dei Barberini nel cielo

Alla morte di Urbano si estinse la linea legittima dei Barberini, i cui titoli passarono more uxorio a Giulio Cesare Colonna di Sciarra che aveva sposato l'unica sua figlia Cornelia Costanza, minorenne al momento del matrimonio. Successivamente essa, restata vedova, stabilì un fedecommesso con l'eredità Barberini per il proprio secondo figlio maschio, Carlo Colonna di Sciarra, che aggiunse al cognome paterno quello di Barberini con il titolo di Principe di Palestrina. Questa divisione creò però dei contrasti col ramo principale dei Colonna principi di Carbognano, che si protrassero sino al 1811, quando a Parigi venne raggiunto un accordo definitivo, che prevedeva tra l'altro la divisione della importante collezione Barberini.
Prima di sposarsi Urbano aveva avuto un figlio illegittimo, Maffeo Callisto, natogli il 14 ottobre 1688 da Apollonia De Angelis. Il padre lo riconobbe poco prima di morire e la sua ultima moglie, Maria Teresa Boncompagni, nel proprio testamento, ne fa menzione  come Marchese di Corese, esprimendo nei suoi confronti "apprezzamento e gratitudine". Per sua volontà egli ricevette alcuni beni dei Barberini; tuttavia l'opposizione del cardinale Francesco riuscì ad evitare che egli potesse ricevere il titolo e l'intero patrimonio paterno.  Maffeo Callisto ebbe a sua volta degli eredi e formò un ramo parallelo della famiglia Barberini che rimase nell'ombra, avanzando sempre pretese sui beni della famiglia.

## Ascendenza
|                                              |                              |                                                      | Genitori                               |  |  | Nonni |  |  | Bisnonni                                |  |  | Trisnonni         |  |
|                                              |                              |                                                      |                                        |  |  |       |  |  | Carlo Barberini, I duca di Monterotondo |  |  | Antonio Barberini |  |
|                                              |                              |                                                      |                                        |  |  |       |  |  | Carlo Barberini, I duca di Monterotondo |  |  | Antonio Barberini |  |
|                                              |                              | Camilla Barbadori                                    |                                        |  |  |       |  |  | Carlo Barberini, I duca di Monterotondo |  |  |                   |  |
| Taddeo Barberini, I principe di Palestrina   |                              |                                                      |                                        |  |  |       |  |  | Carlo Barberini, I duca di Monterotondo |  |  |                   |  |
|                                              |                              | Costanza Magalotti                                   | Vincenzo Magalotti                     |  |  |       |  |  |                                         |  |  |                   |  |
|                                              |                              | Costanza Magalotti                                   | Vincenzo Magalotti                     |  |  |       |  |  |                                         |  |  |                   |  |
|                                              |                              | Costanza Magalotti                                   | Clarice Capponi                        |  |  |       |  |  |                                         |  |  |                   |  |
| Maffeo Barberini, II principe di Palestrina  |                              | Costanza Magalotti                                   |                                        |  |  |       |  |  |                                         |  |  |                   |  |
|                                              |                              | Filippo I Colonna di Paliano, IV principe di Paliano | Fabrizio Colonna                       |  |  |       |  |  |                                         |  |  |                   |  |
|                                              |                              | Filippo I Colonna di Paliano, IV principe di Paliano | Fabrizio Colonna                       |  |  |       |  |  |                                         |  |  |                   |  |
|                                              |                              | Filippo I Colonna di Paliano, IV principe di Paliano | Anna Borromeo                          |  |  |       |  |  |                                         |  |  |                   |  |
| Anna Colonna                                 |                              | Filippo I Colonna di Paliano, IV principe di Paliano |                                        |  |  |       |  |  |                                         |  |  |                   |  |
|                                              |                              | Lucrezia Tomacelli                                   | Geronimo Tomacelli, signore di Galatro |  |  |       |  |  |                                         |  |  |                   |  |
|                                              |                              | Lucrezia Tomacelli                                   | Geronimo Tomacelli, signore di Galatro |  |  |       |  |  |                                         |  |  |                   |  |
|                                              |                              | Lucrezia Tomacelli                                   | Ippolita Ruffo                         |  |  |       |  |  |                                         |  |  |                   |  |
| Urbano Barberini, III principe di Palestrina |                              | Lucrezia Tomacelli                                   |                                        |  |  |       |  |  |                                         |  |  |                   |  |
|                                              | Cassano Giustiniani de Banca | Andreolo Giustiniani de Banca                        |                                        |  |  |       |  |  |                                         |  |  |                   |  |
|                                              | Cassano Giustiniani de Banca | Andreolo Giustiniani de Banca                        |                                        |  |  |       |  |  |                                         |  |  |                   |  |
|                                              | Cassano Giustiniani de Banca | Luchina Ughetti                                      |                                        |  |  |       |  |  |                                         |  |  |                   |  |
| Andrea Giustiniani, I principe di Bassano    | Cassano Giustiniani de Banca |                                                      |                                        |  |  |       |  |  |                                         |  |  |                   |  |
|                                              |                              | Caterina de Bellis                                   | …                                      |  |  |       |  |  |                                         |  |  |                   |  |
|                                              |                              | Caterina de Bellis                                   | …                                      |  |  |       |  |  |                                         |  |  |                   |  |
|                                              |                              | Caterina de Bellis                                   | …                                      |  |  |       |  |  |                                         |  |  |                   |  |
| Olimpia Giustiniani                          |                              | Caterina de Bellis                                   |                                        |  |  |       |  |  |                                         |  |  |                   |  |
|                                              |                              | Pamphilio Pamphili                                   | Camillo Pamphili                       |  |  |       |  |  |                                         |  |  |                   |  |
|                                              |                              | Pamphilio Pamphili                                   | Camillo Pamphili                       |  |  |       |  |  |                                         |  |  |                   |  |
|                                              |                              | Pamphilio Pamphili                                   | Maria Cancellieri del Bufalo           |  |  |       |  |  |                                         |  |  |                   |  |
| Anna Maria Flaminia Pamphili                 |                              | Pamphilio Pamphili                                   |                                        |  |  |       |  |  |                                         |  |  |                   |  |
|                                              |                              | Olimpia Maidalchini                                  | Sforza Maidalchini                     |  |  |       |  |  |                                         |  |  |                   |  |
|                                              |                              | Olimpia Maidalchini                                  | Sforza Maidalchini                     |  |  |       |  |  |                                         |  |  |                   |  |
|                                              |                              | Olimpia Maidalchini                                  | Vittoria Gualterio                     |  |  |       |  |  |                                         |  |  |                   |  |
|                                              |                              | Olimpia Maidalchini                                  |                                        |  |  |       |  |  |                                         |  |  |                   |  |